# Louise de Bettignies

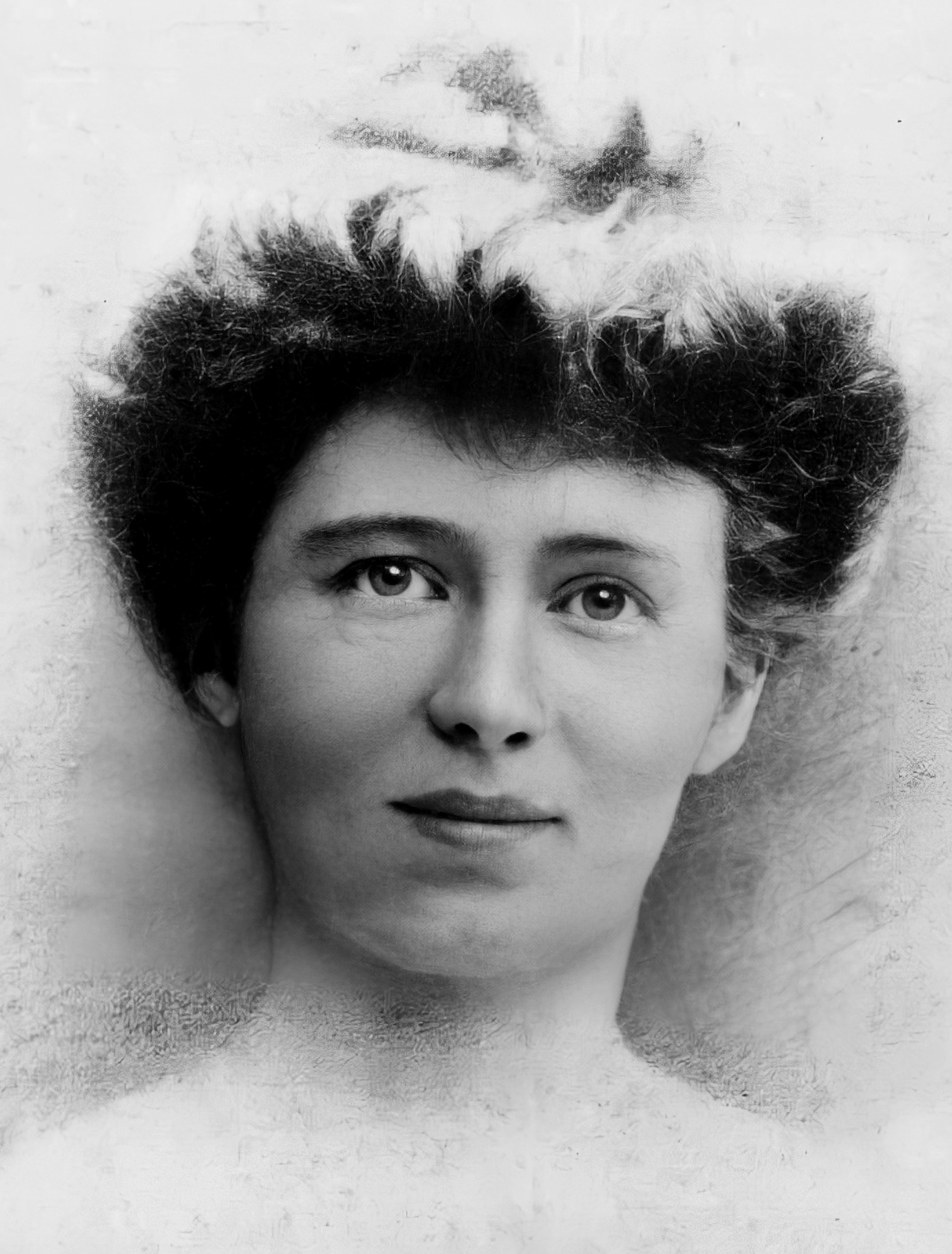
Louise de Bettignies

Louise de Bettignies (* 15. Juli 1880 in Kirkcaldy, Frankreich; † 27. September 1918 in Köln, Deutschland) war eine französische Widerstandskämpferin und Geheimagentin während des Ersten Weltkriegs.

## Leben und Werk

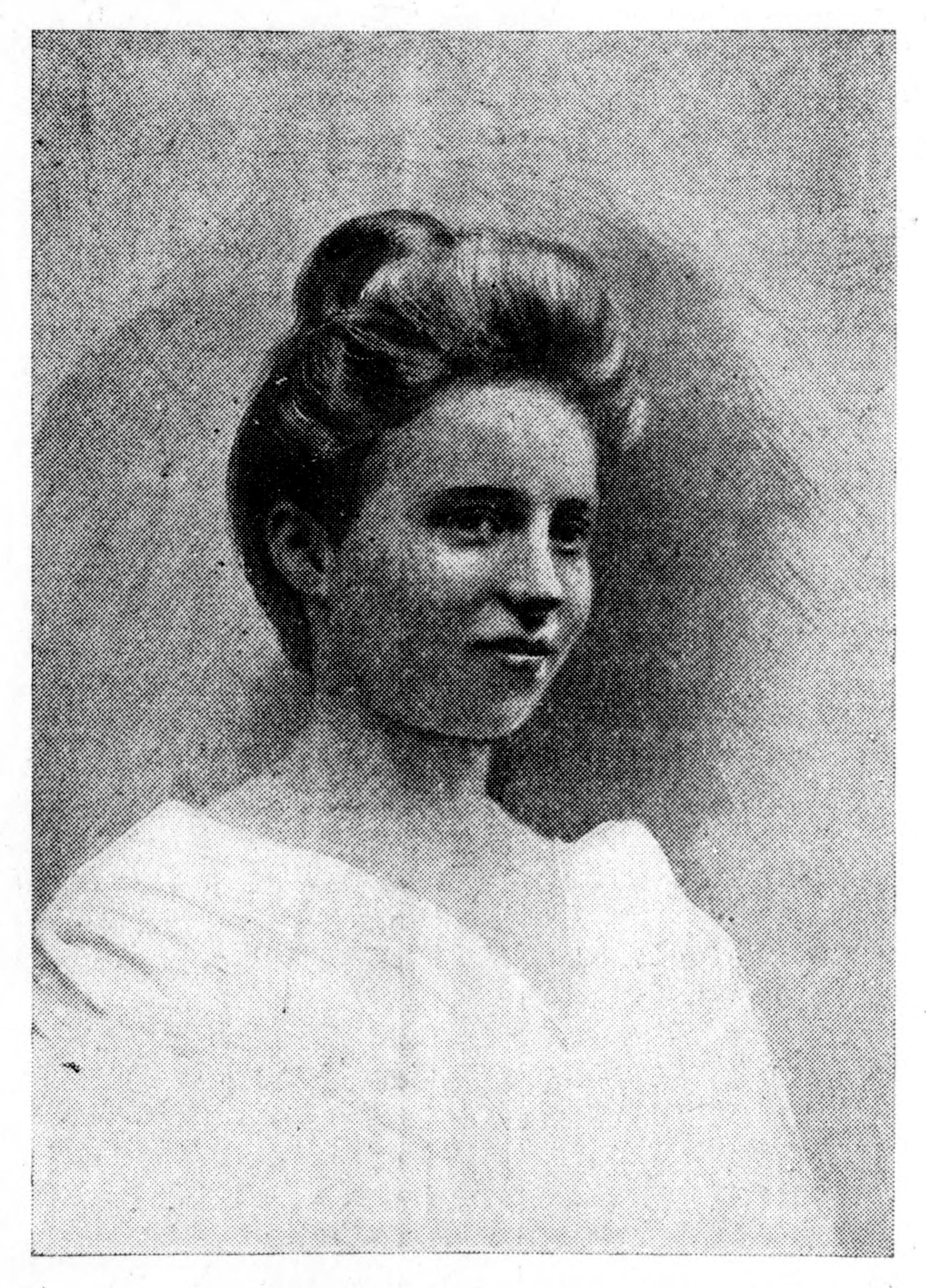
Louise de Bettignies

De Bettignies war das siebte von acht Kindern von Henri de Bettignies und Julienne Mabille de Poncheville, deren Eltern belgischer Abstammung waren. Sie besuchte die weiterführende Schule in Valenciennes bei den Schwestern von Sacré Coeur. Während ihre Eltern in Lille lebten, reiste sie 1898 nach England, um am Upton College, dann in Wimbledon (London) und schließlich in Oxford zu studieren. Nach dem Tod ihres Vaters kehrte sie 1903 nach Frankreich zurück und beendete ihr Studium 1906 an der Fakultät für Geisteswissenschaften der Université de Lille. Als Linguistin sprach sie fließend Englisch, Italienisch und Deutsch sowie etwas Russisch, Tschechisch und Spanisch.
Sie arbeitete dann als Hauslehrerin bei den Viscontis in Pierrefonds, Mailand und 1911 für den Grafen Mikiewsky in der Nähe des heutigen Kiew in der Ukraine, das damals jedoch Teil der österreichisch-ungarischen Monarchie war. Von 1911 bis 1912 arbeitete sie für Fürst Karl Schwarzenberg (1911–1986) auf Burg Orlík in der heutigen Tschechischen Republik und wurde 1912 von Prinzessin Elvira von Bayern auf Schloss Holešov angestellt, wo sie den Kronprinzen Rupprecht von Bayern kennenlernte.  Anschließend wurde sie gebeten, den Posten der Erzieherin der Kinder von dem österreichischen Thronfolger Franz Ferdinand von Österreich-Este zu übernehmen, eine Position, die sie jedoch ablehnte, um nach Frankreich zurückzukehren.
1914 kehrte sie nach Lille zurück. Als Lille im Oktober 1914 von den Deutschen besetzt und vom Rest Frankreichs abgeschnitten wurde, bat sie der Bischof von Lille, Briefe an zivile Flüchtlinge aus der Stadt zu tragen. Sie stimmte zu und unternahm viele Reisen, wurde aber schließlich in Péronne von den Deutschen verhaftet.
Glücklicherweise erkannte sie Rupprecht von Bayern inmitten einer Gruppe von Offizieren, die sich an sie erinnerten und ihr einen Laisser-passer gaben. Mit diesem Reisedokument reiste sie über Belgien und Holland nach Großbritannien.

## Britischer Geheimdienst und Spionagenetzwerk Alice

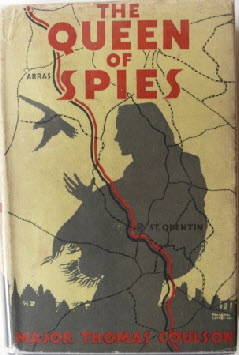
Buchumschlag von The Queen of Spies von Thomas Coulson Constable 1935. Die Biographie von Louise de Bettignies

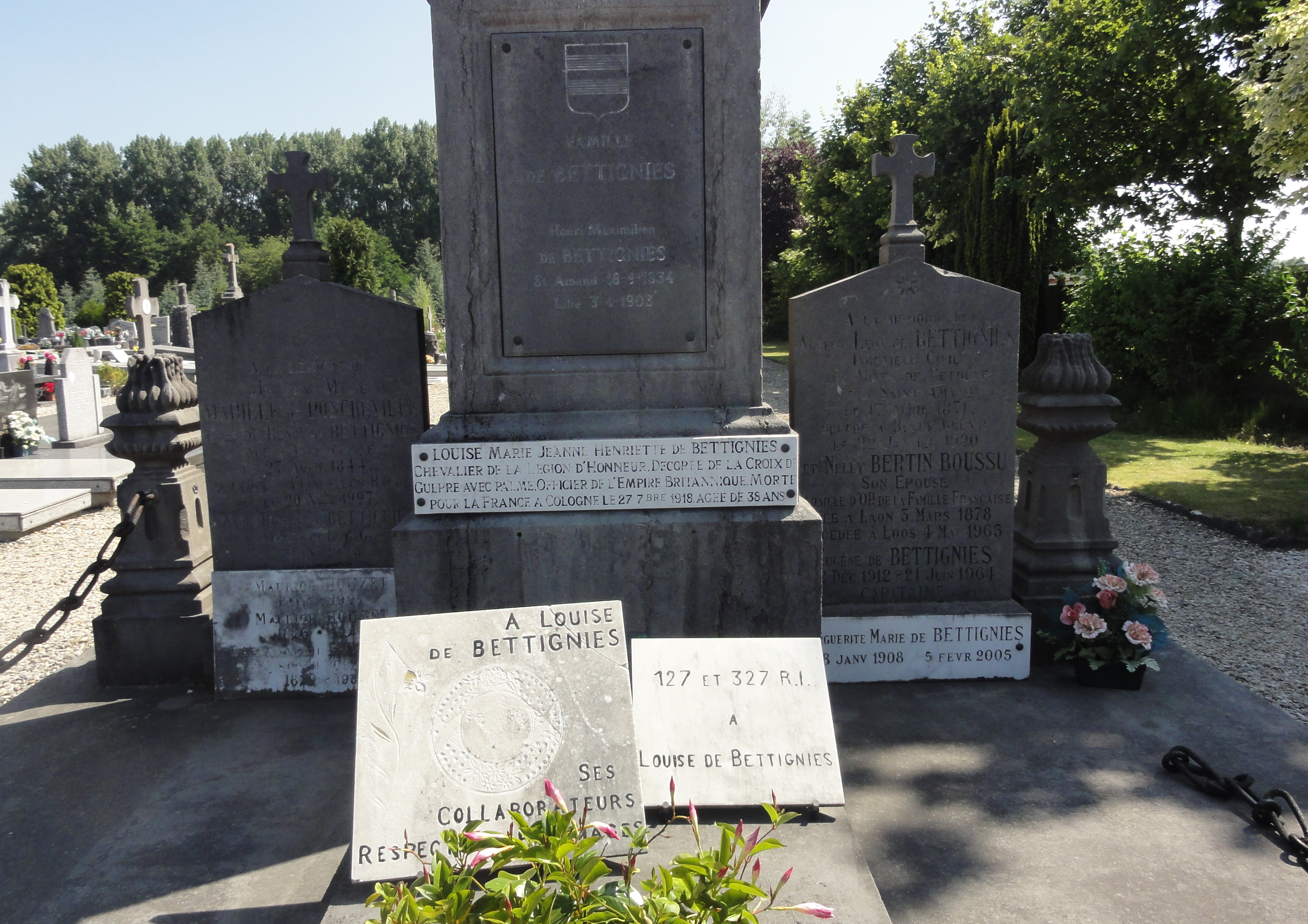
Grabstelle auf dem Zentralfriedhof von Saint-Amand-les-Eaux

In Folkestone angekommen, wurde sie von den Behörden verhört und den Geheimdiensten vorgestellt, die von ihren Sprachkenntnissen, Europakenntnissen, ihrem Mut und ihrem Patriotismus beeindruckt waren. Sie verbrachte einige Tage in Folkstone, um einen Grundkurs in Spionagetechniken zu absolvieren. Sie kehrte nach Frankreich unter dem Pseudonym Alice Dubois zurück, wobei sie sich als Angestellte einer Import-/Exportfirma ausgab. Sie drang schnell in die besetzte Zone ein und baute ein umfangreiches Netzwerk auf, um Informationen für die Briten zu sammeln. Gleich nach ihrer Ankunft wurde ihr die Aufgabe übertragen, das Geheimdienstnetzwerk mit mehreren Belgiern zu organisieren, die bereits am Widerstand beteiligt waren.
Sie begann das als  Alice bekannte Geheimdienstnetzwerk zu betreiben. Von Lille aus erstreckten sich ihre Kontakte bis zu 40 km hinter den deutschen Linien und mit 80 bis 100 Personen überwachte sie von Februar bis Oktober 1915 die deutschen Truppen. Ab Frühjahr 1915 wurde sie bei ihren Aufgaben von Marie-Léonie Vanhoutte, alias Charlotte Lameron, unterstützt. Vanhoutte war seit August 1914 an der Installation von Krankenwagen beteiligt und konnte sich daher recht frei durch das von den Deutschen besetzte Gebiet bewegen und nutzte ihren Status, um Informationen zu sammeln. Die beiden Frauen überbrachten Nachrichten mit Hinweisen auf zu zerstörende deutsche Ziele und über Truppenbewegungen zu einem Büro der britischen Dienste in den Niederlanden.
De Bettignie nahm in ihrem Netzwerk auch Strickerinnen auf, um das Vordringen der deutschen Soldaten zu behindern. Sie band diese Frauen in ihr Netzwerk ein, die in der Nähe von Bahnhöfen oder Gleisumschlagplätzen lebten, um die Gleise beobachten zu lassen. Das Übermitteln von Informationen über ein- und ausgehende Züge, mit verschiedenen Strickmaschen unterschieden nach der Art der Züge, sollte dem Militär Informationen über geplante Schritte der Deutschen liefern. Stricken als Codiertechnik hatte den Vorteil, dass es sich unauffällig über einen längeren Zeitraum am Fenster ausführen ließ. Die Strickarbeiten wurden dann in die Netzwentrale geschmuggelt.
Am 24. September 1915 wurde Vanhoutte in Brüssel verhaftet und gezwungen, de Bettignie anhand von Fotos zu identifizieren. De Bettignie wurde am 20. Oktober 1915 in Froyennes verhaftet, als sie mit falschen Papieren die deutsch-französische Grenze überquerte, nachdem sie aus England zurückgekehrt war. Sie wurde im St. Gilles-Gefängnis eingesperrt. Am 16. März 1916 wurde sie in Brüssel vom Kriegsrat unter dem Vorsitz von General Karl-Gustav Sauberzweig und seinem Berater zum Tode und Vanhoutte zu 15 Jahren Gefängnis verurteilt. Von der Familie kontaktiert, intervenierte die spanische Botschaft und erreichte am 21. März 1916 eine lebenslange Haftstrafe für de Bettignie. Im April 1916 wurde sie in das Gefängnis Sieburg bei Köln verlegt, wo sie 1917 in Einzelhaft kam, da sie sich weigerte, Waffen für das deutsche Militär herzustellen und andere Häftlinge zu Unruhen anstiftete.
Sie bekam eine Rippenfellentzündung, wurde aber erst am 18. April 1918 behandelt und operiert. Am 28. Juli wurde sie in das Kölner Krankenhaus eingeliefert, wo sie am 27. September starb. Sie wurde auf dem Kölner Westfriedhof beigesetzt.
Ihr Leichnam wurde erst am 21. Februar 1920 nach Frankreich zurückgeführt und sie erhielt ein Staatsbegräbnis auf dem Friedhof Saint-Amand-les-Eaux. Die britischen Behörden überreichten ihrer Mutter im Namen des Königs Auszeichnungen und dankten für ihren Beitrag.

## Ehrungen
- Am 7. November 1926 brachten die belgischen Behörden eine Gedenktafel an der Wand des Cafés au Canon d'Or in Froyennes an, dem Ort der Verhaftung von Louise de Bettignies. Eine weitere Gedenktafel befand sich im St. Gilles-Gefängnis in Brüssel.
- Am 13. November 1927 wurde auf Initiative von Marschall Foch und General Weygand ein vom Bildhauer Maxime Real del Sarté geschaffenes Denkmal von Marschall Foch in Begleitung der Generäle Maxime Weygand, Gouraud und Gustave Paul Lacapelle sowie des Ministers Louis Marin und dem Bürgermeister von Lille, Roger Salengro, eingeweiht.[3]
- In der Kapelle des Nationalen Militärfriedhofs Notre Dame de Lorette bei Arras befindet sich seit 1994 in einer Vitrine das Holzkreuz, das sich von 1918 bis 1920 auf dem Grab von Louise de Bettignies in Deutschland befand.[4]
- Mehrere französische Städte haben Straßen, Schulen und andere Gebäude nach ihr benannt, beispielsweise der Place Louise-de-Bettignie in Lille.
- De Bettignies ist eine fiktive Figur in Kate Quinns 2017 erschienenem Buch The Alice Network.[5]

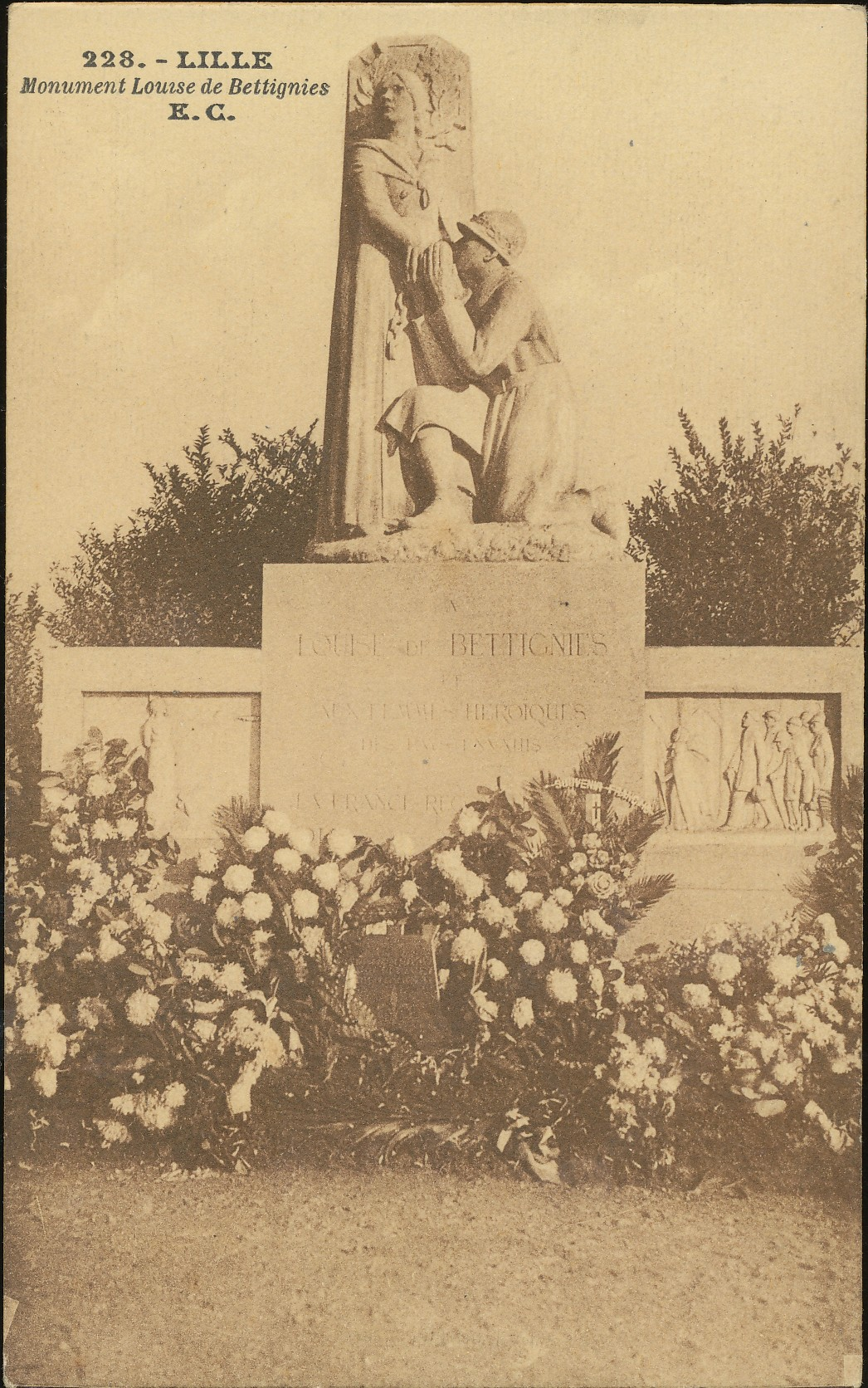
Monument Louise de Bettignies in Lille
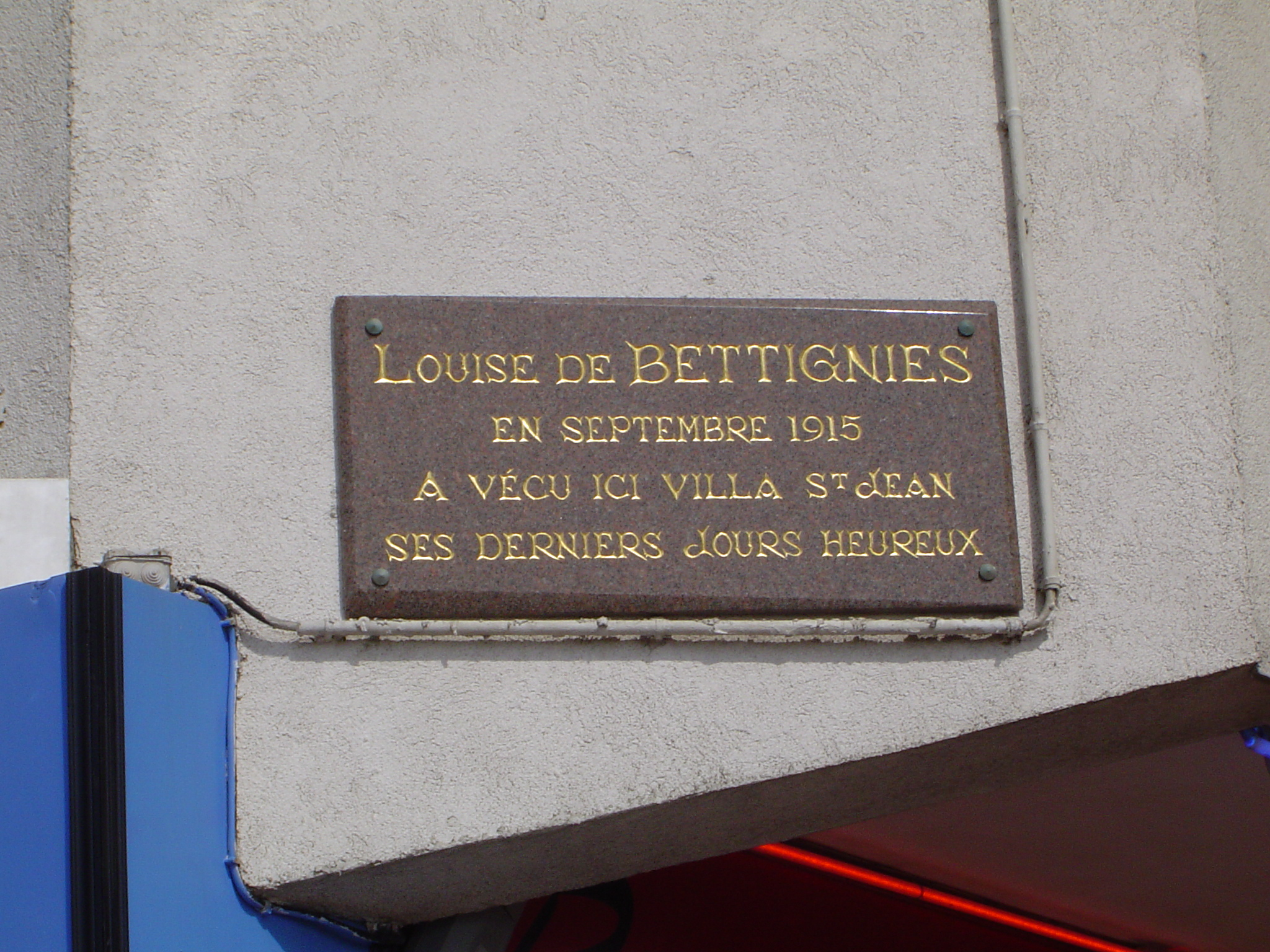
Tafel in Le Touquet-Paris-Plage
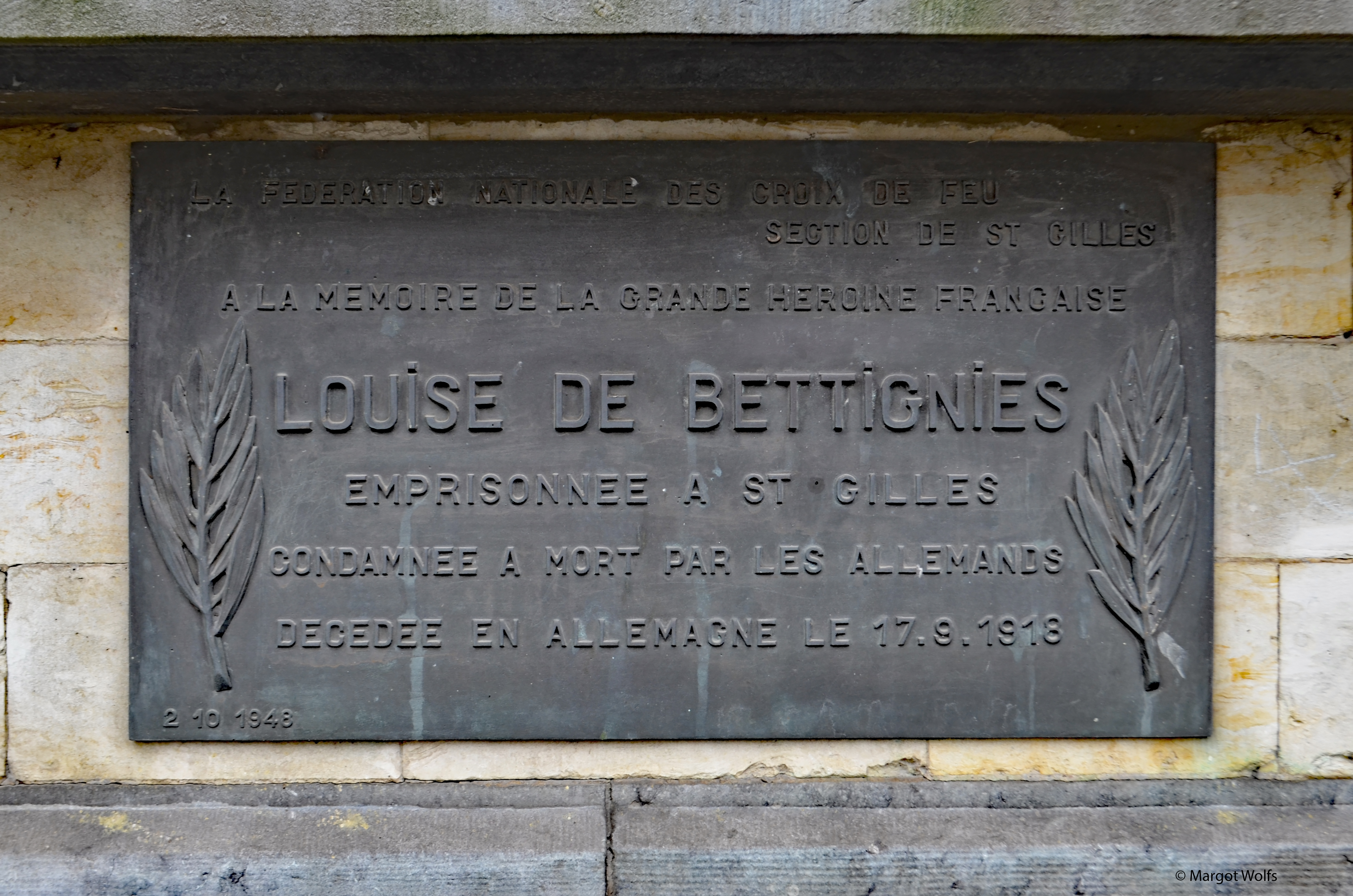
Gedenktafel vor dem Gefängnis St. Gilles, Brüssel
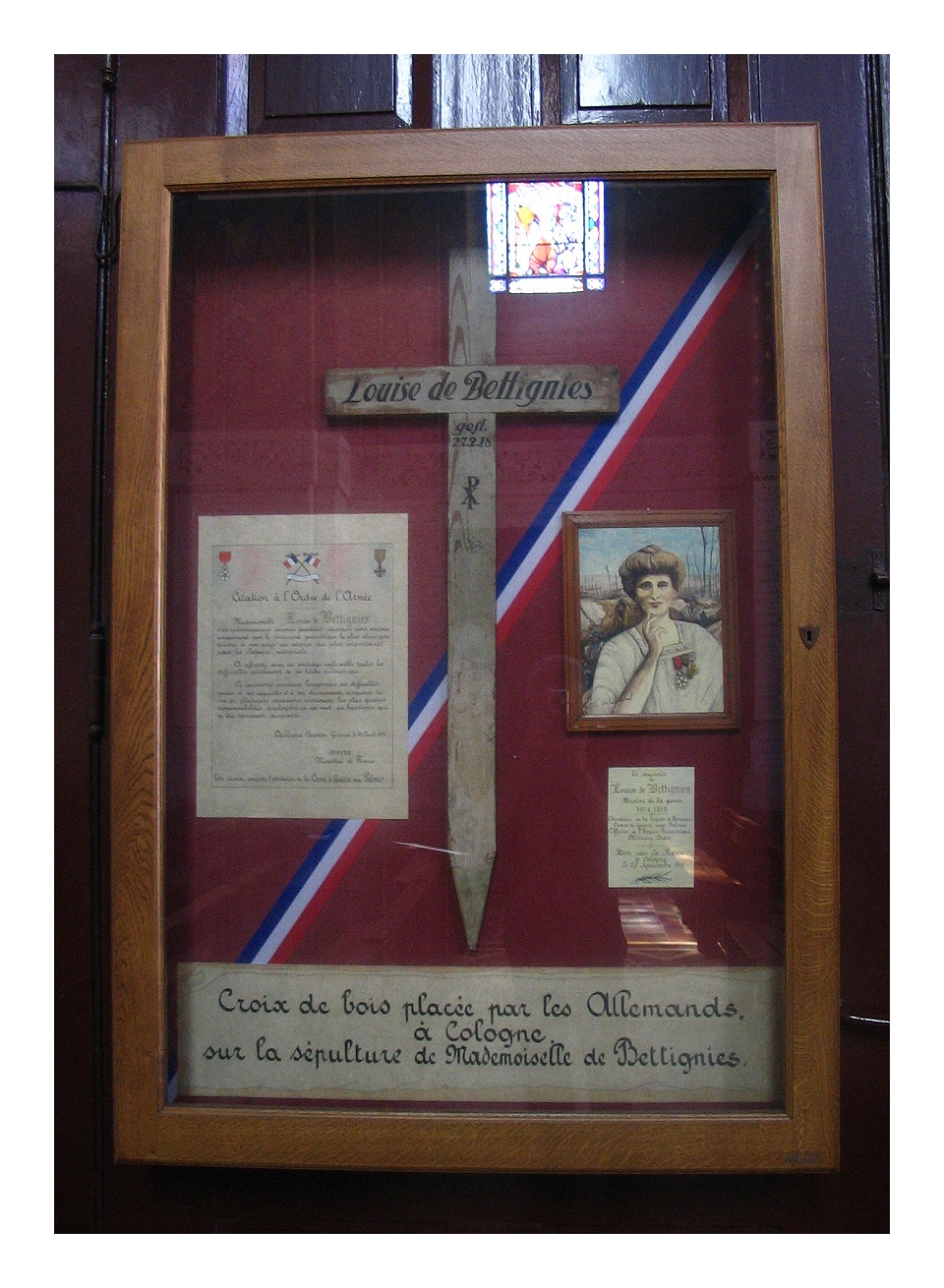
Kreuz aus dem Grab von Louise de Bettignes – jetzt in der Gedenkstätte Notre Dame de Lorette
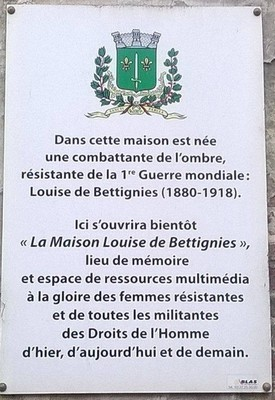
Gedenktafel zur Gründung des Maison de Louise de Bettignies an ihrem Geburtshaus in Saint-Amand-les-Eaux
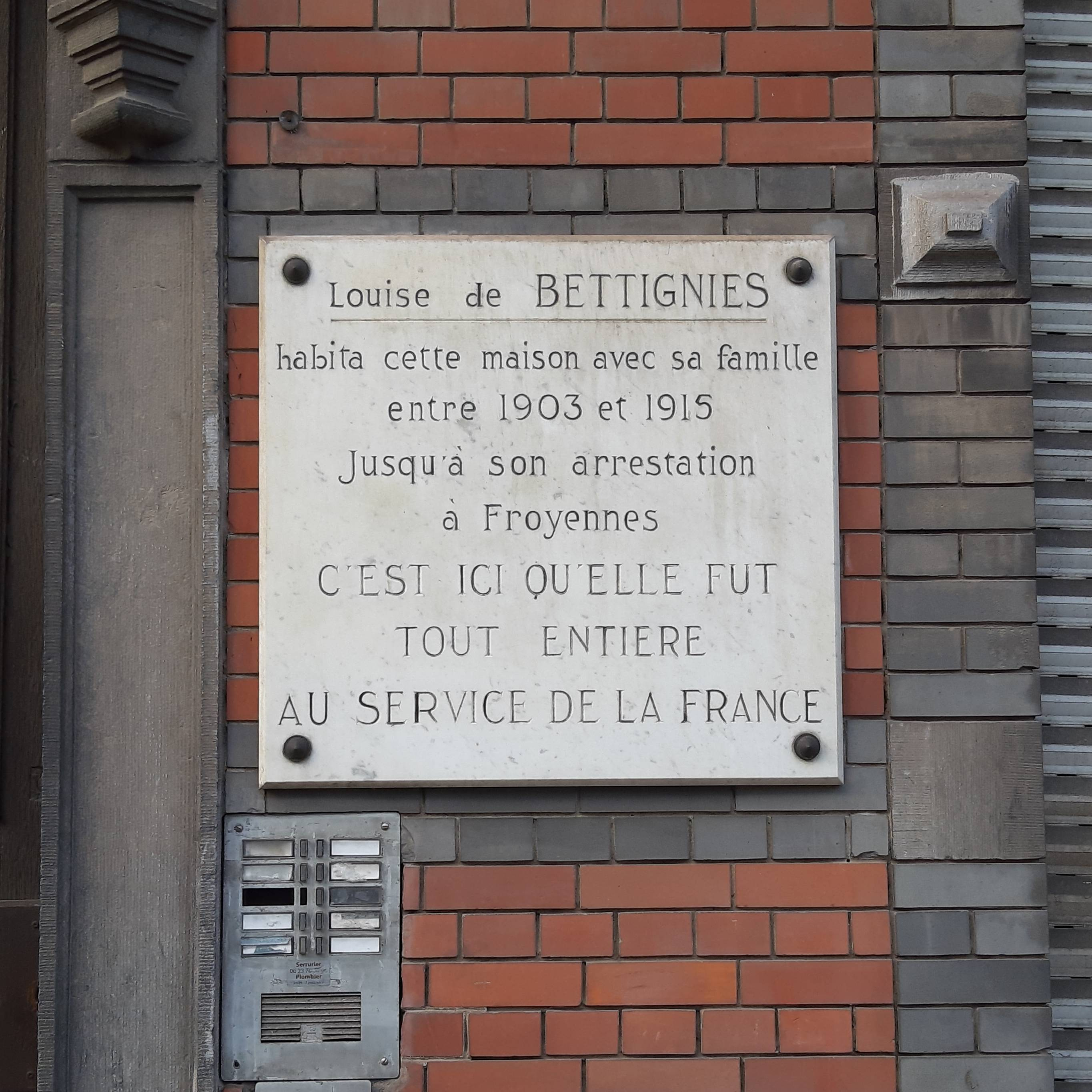
Gedenktafel für Louise de Bettignies, rue d'Isly, Lille, Frankreich

## Orden und Ehrenzeichen
- 1919: Offizier des Order of the British Empire (Vereinigtes Königreich)
- 1920: Croix de guerre (Frankreich)
- 1920: Verdienstkreuz der Ehrenlegion (Frankreich)
- 1920: Military Medal (Vereinigtes Königreich)